# Xlapak

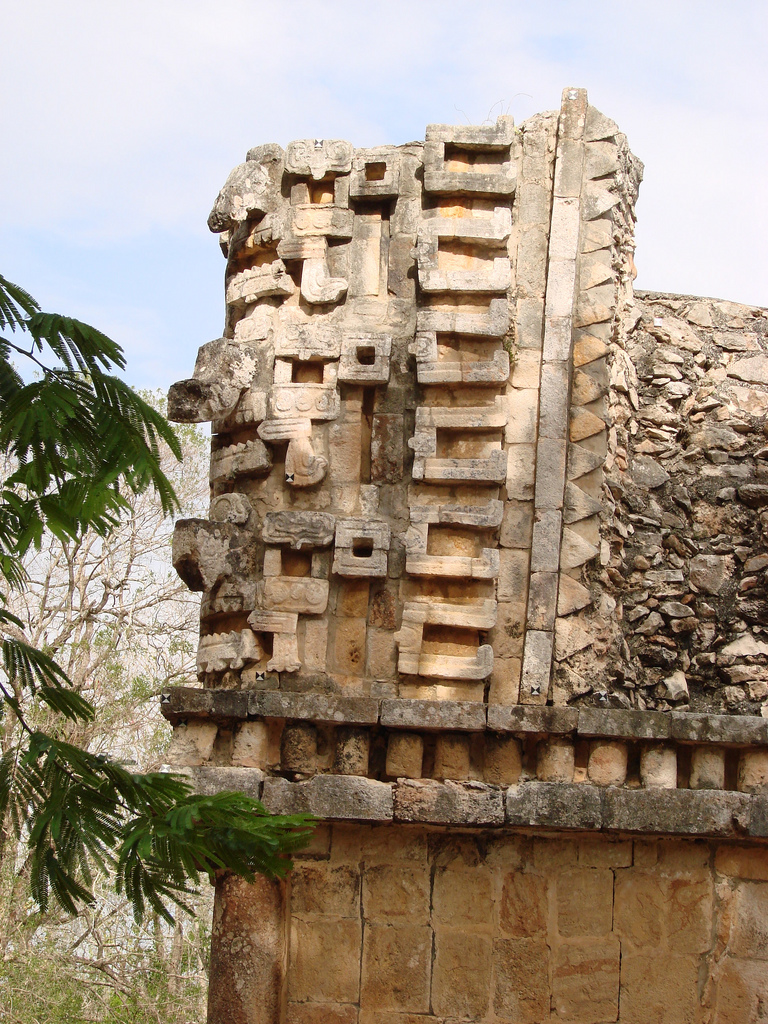
Le maschere del dio della pioggia Chaac.

Xlapak (o Xlapac) è un piccolo sito archeologico costruito dalla civiltà Maya situato nella penisola dello Yucatán in Messico. Si trova nel cuore della regione Puuc, a circa 4 km da Labná e Sayil. È formato da tre gruppi principali in una valle delle colline Puuc. La città più vicina è Oxkutzcab, a circa 30 km di distanza verso nord est.
Il sito è datato al Terminale Classico.
Gli scavi a Xlapak e altri siti vicini sono stati organizzati nella prima metà del XX secolo dall'Istituto di Antropologia e Storia del Messico. Altre esplorazioni sono state fatte nel 1965 con la direzione di César A. Sáenz.

## Il sito
Il nucleo del sito si trova in fondo a una valle.
La caratteristica più interessante del gruppo 1 è il Palazzo, con nove stanze e mura pitturate. Un altro palazzo si trova nel gruppo 2, con delle colonne. L'architettura è un esempio dello stile Puuc, in comune con i siti vicini di Sayil, Labná, Kabah, e Uxmal. Le pitture di Xlapak sono ben conservate e alcune rappresentano maschere del dio Yucateco Chaac.